# جان أحمد (تشادغان)
جان أحمد (بالإنجليزية: Jan Ahmad, Isfahan)‏ هي قرية تقع في قسم تشنارود الشمالي الريفي (مقاطعة تشادغان) في إيران. يقدر عدد سكانها بـ 21 نسمة بحسب إحصاء 2016.